# Forbes Field

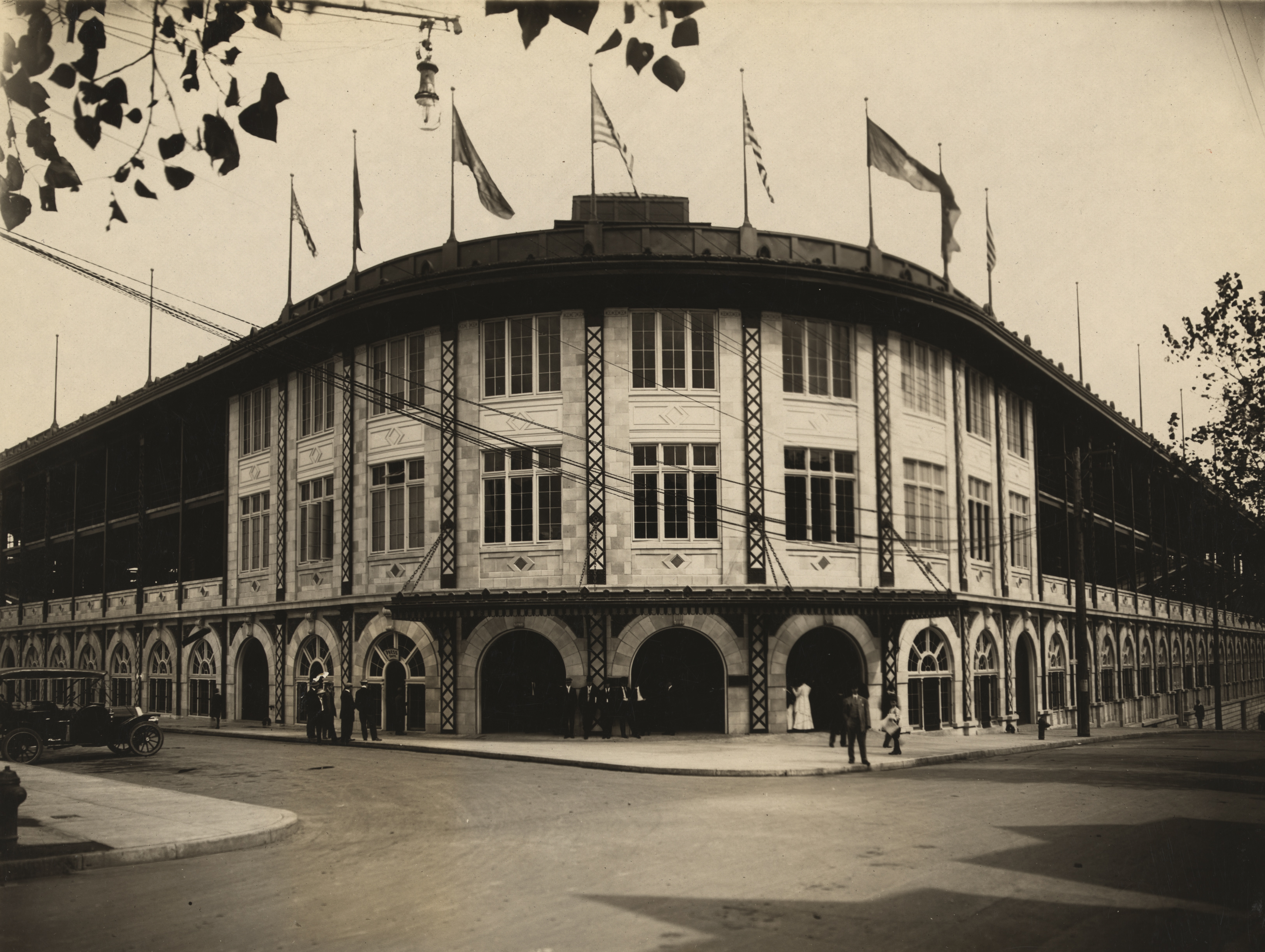
Forbes Field

Forbes Field was een honkbalveld in Pittsburgh, Pennsylvania van 1909 t/m 1971.
Het was het derde stadion van de honkbalploeg Pittsburgh Pirates, die in de Major League Baseball spelen. Ook was het het eerste stadion van de Pittsburgh Steelers, het American Footballteam, uitkomende in de National Football League. Tussen 1909 en 1924 was Forbes Field ook het stadion van de Pittsburgh Panthers, de Football club van de Universiteit van Pittsburgh.
Forbes Field is genoemd naar de Britse generaal John Forbes, die meevocht in de Franse en Indiaanse Oorlog. Forbes gaf de stad Pittsburgh zijn naam in 1758. Het $1 miljoen kostende project was een initiatief van Pirates eigenaar Barney Dreyfuss, die een nieuw stadion voor zijn club wilde. Forbes Field werd gebouwd uit cement en staal, een van de eersten in zijn soort, om een lange levensduur te garanderen.
De Pirates openden het stadion op 30 juni 1909 tegen de Chicago Cubs. Beide teams zouden ook de laatste wedstrijd in Forbes Field tegen elkaar spelen, op 28 juni 1970. Het stadion werd gesloopt in 1971.